# Josef Jelínek (malíř)
Josef Jelínek (3. prosince 1871 Čimelice – 20. srpna 1945 Turnov), byl český akademický malíř, sochař, loutkář a pedagog.

## Život
Josef Jelínek se narodil v rodině čimelického mistra krejčovského Josefa Jelínka. V letech 1887-1894 studoval na pražské malířské akademii u prof. Maxmiliána Pirnera. V roce 1895 pokračoval ve studiu na bruselské akademii u profesorů Jana Francse Portaelse a Josepha Stalaerta. Následně odjel do Paříže a do Holandska. Ještě téhož roku se vrátil do Prahy a pokračoval ve studiu na akademii u prof. M. Pirnera. V roce 1896 absolvoval vojenskou službu a po jejím vykonání odjel opět do Paříře, kde studoval ještě na „École des Beaux-Arts“ u profesora Leöna Bonnata. Od roku 1897 byl členem S.V.U. Mánes. V prvních letech 20. století byl Josefu Jelínkovi udělen titul profesora a v letech 1906-1912 působil na vinohradské reálce jako profesor kreslení. V letech 1912-1932 působil na reálce v Nové Pace a od roku 1932 až do své smrti v Turnově.
Během svého života zápasil malíř Josef Jelínek o vlastní existenci. Maloval oltářní obrazy, restauroval obrazy a vyučoval ve šlechtických rodinách kreslení a malbu. První samostatnou výstavu měl roku 1895 v Praze.

## Galerie

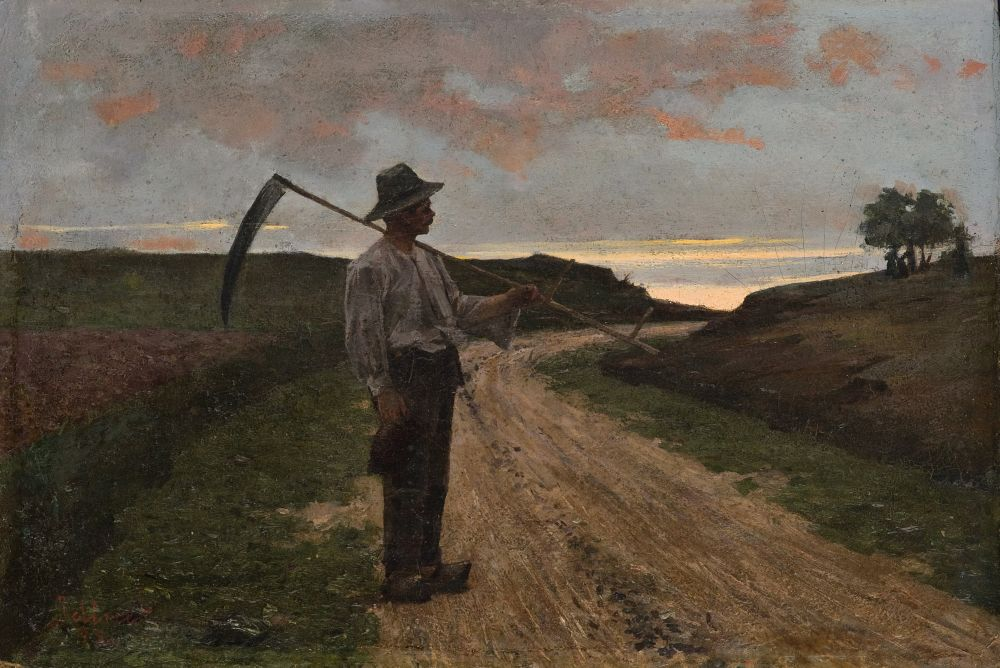
Josef Jelínek - Sekáč
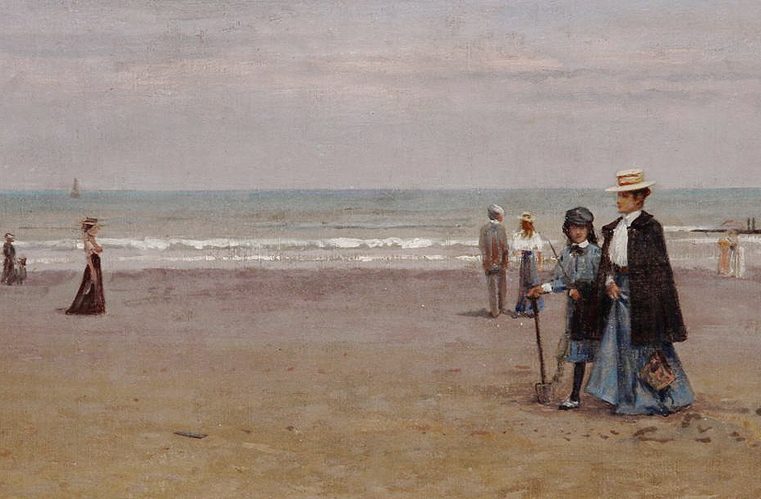
Josef Jelínek - Procházka po pláži (1901)
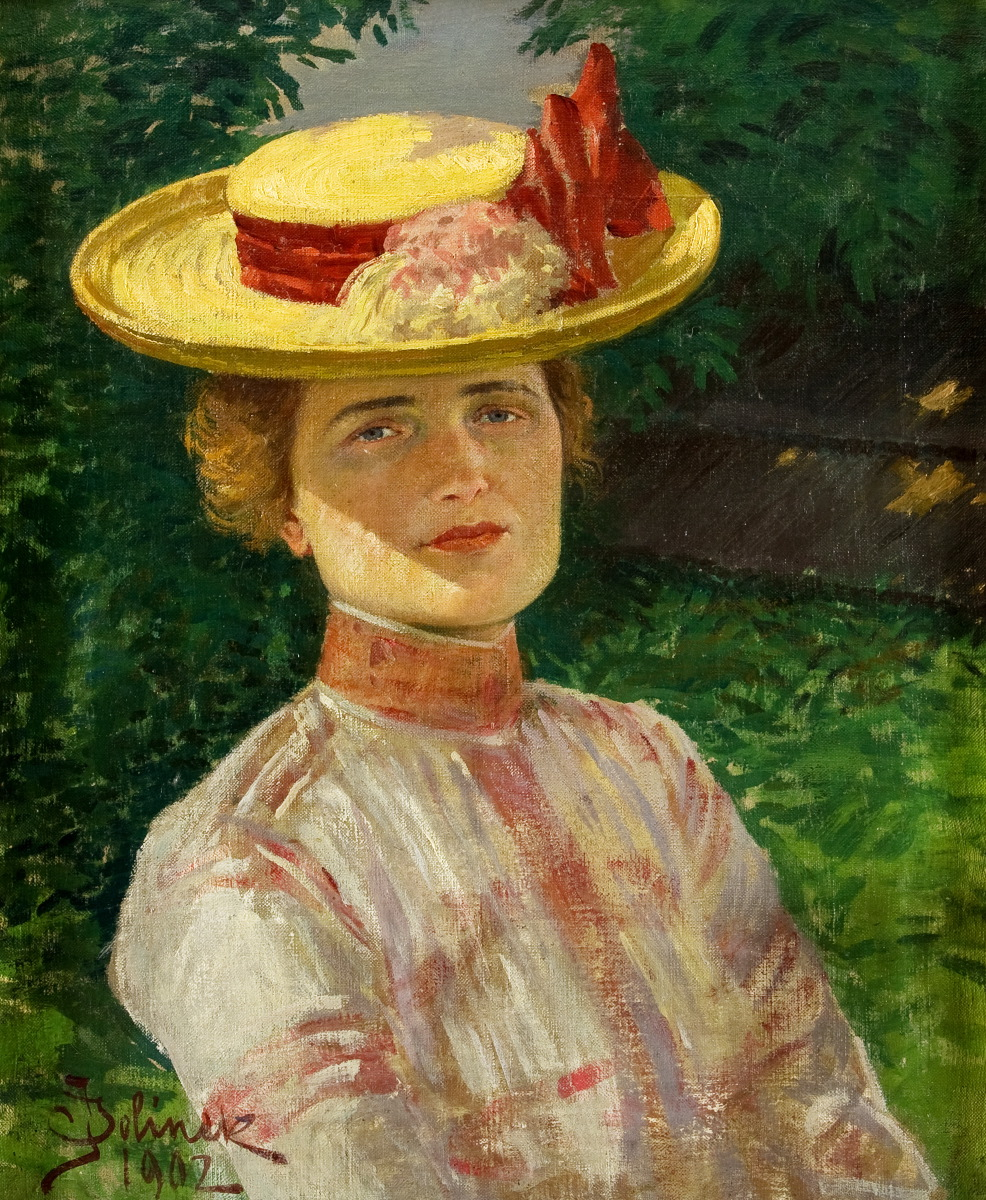
Josef Jelínek - Dáma v klobouku (1902)
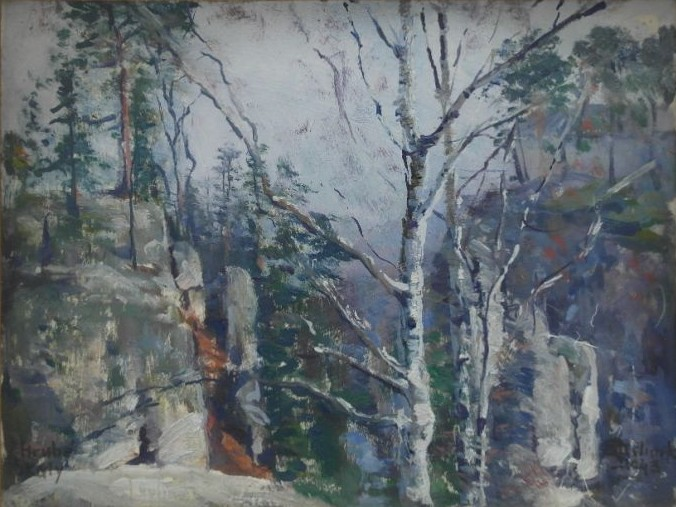
Josef Jelínek - Od Hrubé skály (1943)
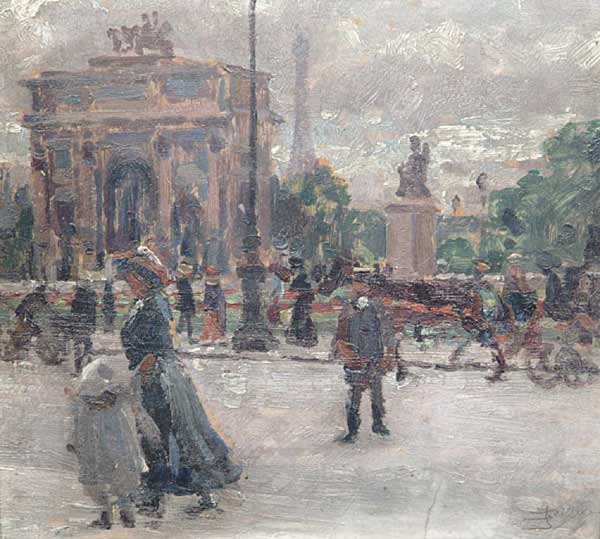
Josef Jelínek - Triumfální oblouk v Paříži (1900)
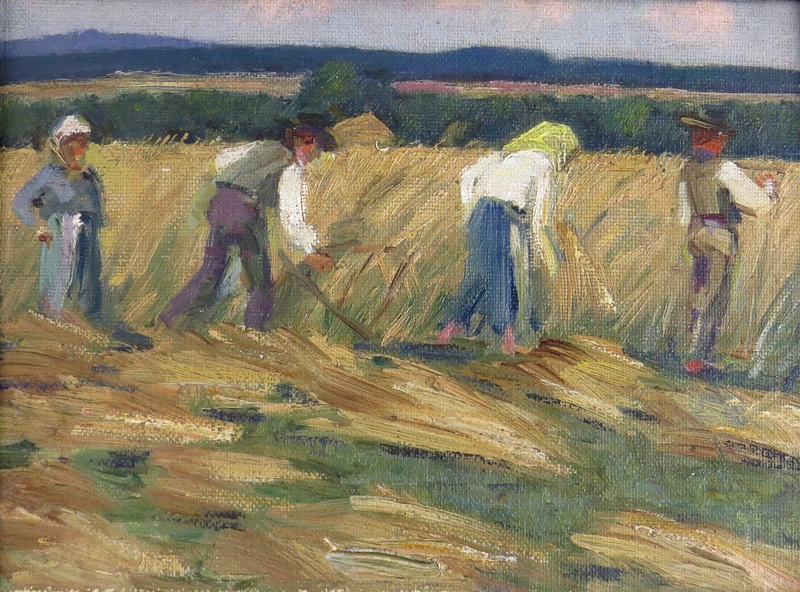
Josef Jelínek - Žatva (1902)